# Münsterhausen
Münsterhausen è un comune tedesco di 2 016 abitanti, situato nel land della Baviera.